# Las Bakoński

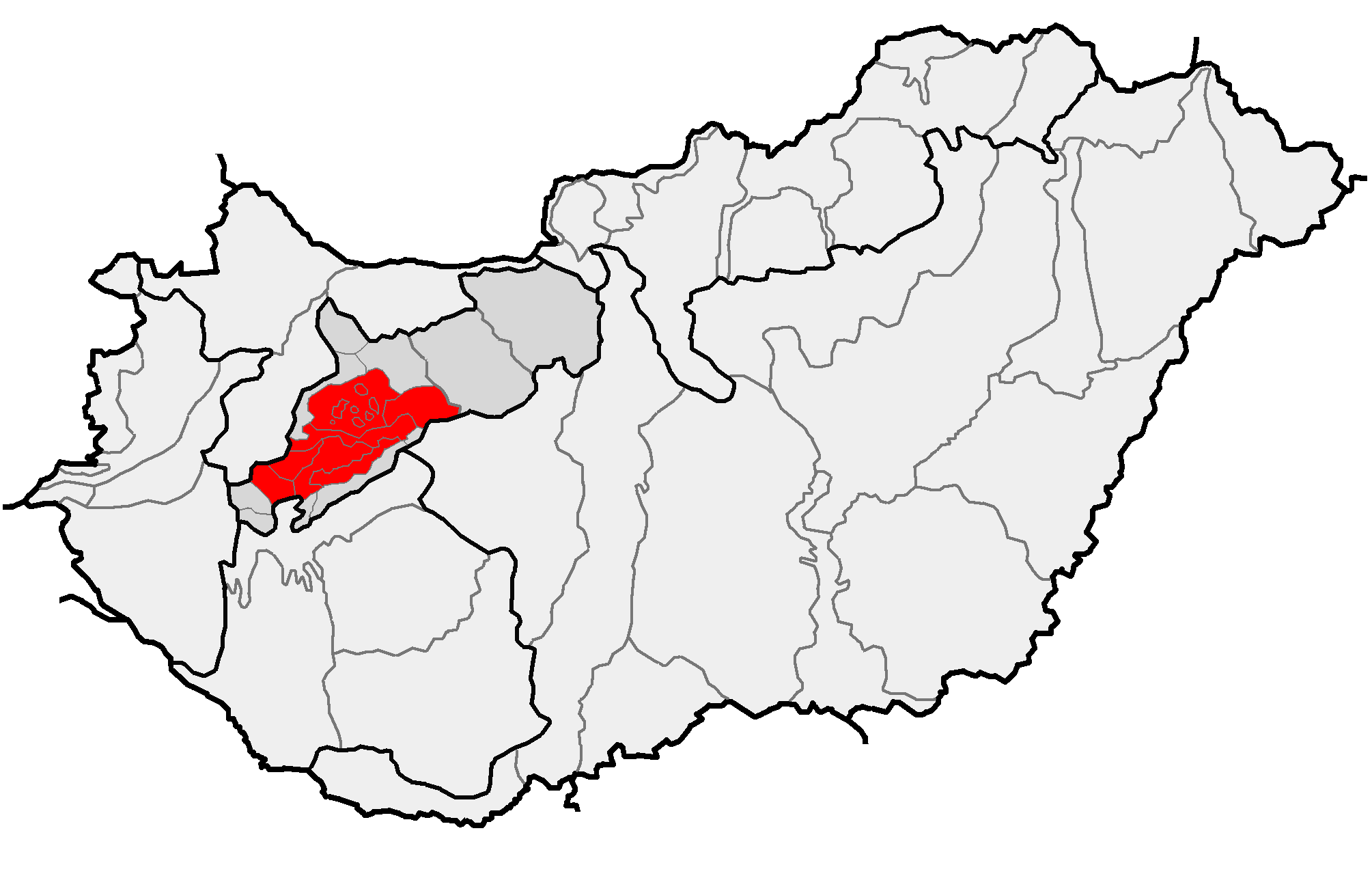
Położenie na mapie Węgier

Las Bakoński (552.1; węg. Bakony) – niskie pasmo górskie na zachodzie Węgier, na północ od jeziora Balaton. Długość pasma wynosi 100 km, najwyższy szczyt to Köris–hegy (704 m n.p.m.). Zbudowany jest głównie z wapieni i dolomitów, liczne wystąpienia bazaltów z odsłoniętym ciosem kolumnowym. Rozwinięte zjawiska krasowe.